# لاژانی (ناحیه بلانسکو)
لاژانی (به چکی: Lažany) یک منطقهٔ مسکونی در جمهوری چک است که در ناحیه بلانسکو واقع شده‌است. لاژانی ۲٫۵۹ کیلومتر مربع مساحت و ۳۴۹ نفر جمعیت دارد و ۳۲۴ متر بالاتر از سطح دریا واقع شده‌است.